# Бычковые
Бычко́вые (лат. Gobiidae) — семейство лучепёрых рыб из отряда бычкообразных (Gobiiformes). Насчитывается 1359 видов, объединённых в более чем 189 родов. К семейству бычковых относится самая маленькая по массе и длине тела морская рыбка — Schindleria brevipinguis.

## Общие сведения
Бычковые принадлежат к донным прибрежным рыбам. Тело покрыто циклоидной или ктеноидной чешуёй, у некоторых видов чешуя отсутствует. Имеют большую широкую голову, крупные, близко расположенные друг к другу глаза, два спинных плавника (один из них обычно с жёсткими лучами), внизу — присоску, возникшую от срастания брюшных плавников. С помощью этой присоски они прикрепляются к придонным камням и довольно крепко удерживаются даже в сильный шторм. В Чёрном море встречаются представители 31 вида бычковых.

## Виды
Внешне различные виды бычков очень схожи, различить их довольно сложно. Основные отличия между различными видами бычков — это количество лучей на плавниках, окраска, пятнышки и полосочки на теле, оттенки, размер и количество чешуи.
Всех бычков можно разделить на две большие группы:
- солоноватоводные,
- морские.

Солоноватоводные являются реликтами и живут в Чёрном море ещё с тех пор, когда оно имело связь с Каспием.
Морские постепенно переселяются в Чёрное море из Средиземного. Одним из первых переселился бычок-зеленчак и стал единственным промысловым видом из группы морских бычков.
Солоноватоводные бычки, или, как их ещё называют, понтические реликты, идеально приспособлены к жизни в лиманах. Они легко переносят резкие колебания солёности воды — от пресной до чисто морской. Кругляк и песочник, например, прекрасно чувствуют себя не только в Чёрном море, но и в Днестре и Днепре. Средиземноморский же по происхождению бычок-зеленчак совершенно не выносит пресной воды и обычно обитает в водоёмах с высокой солёностью.
В прежние годы[когда?] бычки составляли до 30 % уловов в Чёрном море. Сейчас[когда?] из-за ухудшения условий обитания и отрицательной экологической обстановки их количество значительно сократилось, однако адаптивные способности бычков весьма высоки, поэтому вымирание рыбам не грозит.

## Краткое описание самых распространённых видов
(на основе их мест обитания на территории СНГ)
Места с песчаным, ракушечным дном предпочитают:
- Бычок-песочник. Длина 10—20 см, вес до 200 граммов. Имеет плотное, довольно короткое тело, не очень большую голову, плавники не имеют явственной окраски. Цвет тела светлый, грязновато-серый или желтоватый. Широко распространён по всему бассейну Чёрного и Азовского морей, встречается в реках, лиманах, на мелководьях с песчаным дном в массе до 50 особей и более на квадратный метр.
- А также бычок-ширман, бычок-горлач (распространены по всему бассейну).

Скальное и каменистое дно предпочитают:
- Бычок-кнут (мартовик). Длина до 35 см, вес 300—500 граммов. Тело удлинённое, крепкое, с большой головой. Рот наибольший среди всех бычков. Отличительной особенностью кнута является его большие широкие жабры (в воде они полностью раскрыты; таким образом кнут пугает других крупных хищников). Тело буроватое, с тёмными пятнами на боках, встречаются чёрные особи. Обитает в бассейнах Чёрного, Азовского и Каспийского морей, лиманах. Питается в основном рыбой, в том числе и другими бычками. На отдалённых от берега мелководьях (т. н. «банках») достигает рекордных размеров и веса (до 50 см и 1,5 кг соответственно).
- Бычок-кругляк
- Бычок-головач, «бабка». Длина 10—20 см, вес до 200 граммов. Отличается большой сплющенной головой, верхней губой, сильно расширенной по сторонам, удлинённоконическим телом, спереди утолщённым; нижняя челюсть его длиннее верхней, чешуя мелкая. Цвет тела серовато-бурый или красновато-бурый, с более или менее явственными тёмными пятнами, у хвоста треугольное черноватое пятно. Распространён в Днестре, Буге, Днепре, Волге; встречается в северо-западном районе Чёрного моря, в Каспийском и Азовском морях.

Заросшее травой и морскими водорослями дно предпочитают:
- Бычок-травяник
- Бычок-цуцик

Как на песчаном, так и на каменистом дне живёт:
- Бычок-гонец. Длина 10—20 см, вес до 100—130 граммов. Тело стройное, кругловатое, сильно утончённое к хвосту. Нижняя челюсть длиннее верхней и несколько загнута вверх. Губы узкие, рот всегда полуоткрыт и вооружён мелкими зубами. Чешуя мелкая. Цвет тела серовато-зеленоватый с тёмными пятнами, профиль похож на бычка-кнута. Рыба прячется под камнями или же устраивает себе норки в песке. Промыслового значения не имеет.

## Ловля бычка
Ловят бычков поплавочными, чаще донными снастями. Используют местный метод ловли (под лодкой, около пирса и т. д.) или же ловят «на протяжку» (закидывая снасть на 15—30 м, медленно подматывают; бычок преследует наживку и клюёт). Часто используют снасть со скользящим грузилом и двумя-тремя крючками, один из которых касается грунта. Приманка: земляные черви, креветка, кусочек морского червя или рыбы, в том числе и бычка, кусочек кальмара, мясо, печень, виноградные улитки и другие животные насадки. Леска 0,25—0,4 мм (на закидушки лучше 0,6 (основная) и 0,3 поводки), крючок № 6—10. Крючки предпочтительнее с длинным цевьём — их легче извлекать из пасти, так как поклёвка бычка жадная.

## Классификация
Семейство Gobiidae подверглось серьёзному пересмотру классификации в 2016 году (Nelson et al., 2016). Ранее семейство Gobiidae включало шесть подсемейств: Gobiinae, Benthophilinae, Amblyopinae, Gobionellinae, Oxudercinae и Sicydiinae. В 2016 году в нём сохранили первые два подсемейства и переместили остальные четыре в отдельное семейство Oxudercidae. Кроме того, роды, ранее включаемые в семейства Kraemeriidae, Microdesmidae, Ptereleotridae и Schindleriidae, были добавлены к пересмотренным Gobiidae, хотя подсемейства не были описаны.
Выделяют 186 родов:
- Aboma
- Acanthogobius
- Acentrogobius
- Afurcagobius
- Akihito
- Akko
- Amblychaeturichthys
- Amblyeleotris
- Amblygobius
- Amblyotrypauchen
- Amoya
- Anatirostrum
- Ancistrogobius
- Antilligobius
- Aphia
- Apocryptes
- Apocryptodon
- Arcygobius
- Arenigobius
- Aruma
- Asterropteryx
- Astrabe
- Aulopareia
- Austrolethops
- Awaouichthys
- Awaous
- Babka
- Barbulifer
- Barbuligobius
- Bathygobius
- Benthophiloides
- Benthophilus
- Boleophthalmus
- Bollmannia
- Brachyamblyopus
- Brachygobius
- Bryaninops
- Buenia
- Cabillus
- Caecogobius
- Caffrogobius
- Calamiana
- Callogobius
- Caragobius
- Caspiosoma
- Chaenogobius
- Chaeturichthys
- Chlamydogobius
- Chriolepis
- Chromogobius
- Clariger
- Clevelandia
- Corcyrogobius
- Coryogalops
- Coryphopterus
- Cotylopus
- Cristatogobius
- Croilia
- Cryptocentroides
- Cryptocentrus
- Crystallogobius
- Ctenogobiops
- Ctenogobius
- Ctenotrypauchen
- Deltentosteus
- Didogobius
- Discordipinna
- Drombus
- Ebomegobius
- Echinogobius
- Economidichthys
- Egglestonichthys
- Ego
- Elacatinus
- Eleotrica
- Enypnias
- Eucyclogobius
- Eugnathogobius
- Eutaeniichthys
- Evermannia
- Evermannichthys
- Eviota
- Evorthodus
- Exyrias
- Favonigobius
- Feia
- Fusigobius
- Gammogobius
- Gillichthys
- Ginsburgellus
- Gladiogobius
- Glossogobius
- Gnatholepis
- Gobiodon
- Gobioides
- Gobionellus
- Gobiopsis
- Gobiopterus
- Gobiosoma
- Gobius
- Gobiusculus
- Gobulus
- Gorogobius
- Grallenia
- Gymneleotris
- Gymnoamblyopus
- Gymnogobius
- Hazeus
- Hemigobius
- Hetereleotris
- Heterogobius
- Heteroplopomus
- Hyrcanogobius
- Ilypnus
- Istigobius
- Karsten
- Kelloggella
- Knipowitschia
- Koumansetta
- Larsonella
- Lebetus
- Lentipes
- Lepidogobius
- Lesueurigobius
- Lethops
- Leucopsarion
- Lobulogobius
- Lophiogobius
- Lophogobius
- Lotilia
- Lubricogobius
- Luciogobius
- Luposicya
- Lythrypnus
- Macrodontogobius
- Mahidolia
- Mangarinus
- Mauligobius
- Mesogobius
- Microgobius
- Millerigobius
- Minysicya
- Mistichthys
- Mugilogobius
- Myersina
- Nematogobius
- Neogobius
- Nes
- Nesogobius
- Obliquogobius
- Odondebuenia
- Odontamblyopus
- Oligolepis
- Ophiogobius
- Oplopomops
- Oplopomus
- Opua
- Oxuderces
- Oxyurichthys
- Padogobius
- Paedogobius
- Palatogobius
- Palutrus
- Pandaka
- Papuligobius
- Parachaeturichthys
- Paragobiodon
- Parapocryptes
- Parasicydium
- Paratrimma
- Paratrypauchen
- Parawaous
- Pariah
- Parkraemeria
- Parrella
- Pascua
- Periophthalmodon
- Periophthalmus
- Phoxacromion
- Phyllogobius
- Platygobiopsis
- Pleurosicya
- Polyspondylogobius
- Pomatoschistus
- Ponticola
- Porogobius
- Priolepis
- Proterorhinus
- Psammogobius
- Pseudaphya
- Pseudapocryptes
- Pseudogobiopsis
- Pseudogobius
- Pseudorhinogobius
- Pseudotrypauchen
- Psilogobius
- Psilotris
- Pterogobius
- Pycnomma
- Quietula
- Redigobius
- Rhinogobiops
- Rhinogobius
- Risor
- Robinsichthys
- Sagamia
- Scartelaos
- Schismatogobius
- Sicydium
- Sicyopterus
- Sicyopus
- Signigobius
- Silhouettea
- Siphonogobius
- Smilosicyopus
- Speleogobius
- Stenogobius
- Stigmatogobius
- Stiphodon
- Stonogobiops
- Sueviota
- Sufflogobius
- Suruga
- Synechogobius
- Taenioides
- Tamanka
- Tasmanogobius
- Thorogobius
- Tigrigobius
- Tomiyamichthys
- Tridentiger
- Trimma
- Trimmatom
- Trypauchen
- Trypauchenichthys
- Trypauchenopsis
- Tryssogobius
- Tukugobius
- Typhlogobius
- Valenciennea
- Vanderhorstia
- Vanneaugobius
- Varicus
- Vomerogobius
- Wheelerigobius
- Wuhanlinigobius[5]
- Yoga
- Yongeichthys
- Zappa
- Zebrus
- Zosterisessor

## Интересные факты
- В Бердянске, на набережной Азовского моря, установлен памятник бычку-кормильцу, который был основным источником питания в годы Великой Отечественной войны, a также памятник мальчику-рыбаку[6].
- Бычки в томатном соусе — один из самых массовых видов рыбных консервов в СССР[7].